# Westyna
Westyna — imię żeńskie pochodzenia łacińskiego, oznaczające kobieta z ludu Westynów (antycznego ludu zamieszkującego dzisiejszą Abruzję). Jego patronką jest św. Westyna, wspominana razem ze św. Donatą, Januarią, Sekundą i innymi świętymi.
Westyna imieniny obchodzi 17 lipca.